# Montezuma (Kansas)
Montezuma – miasto położone w Hrabstwie Gray. Liczba ludności w 2010 roku wynosiła 966.